# Charles George Gordon

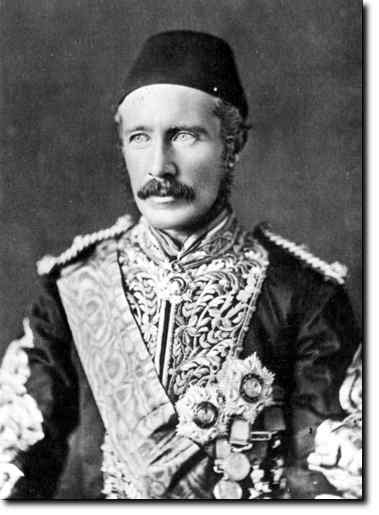
Charles George Gordon

Charles George Gordon, auch Chinese Gordon, Gordon Pascha und Gordon von Khartum, (* 28. Januar 1833 in Woolwich bei London; † 26. Januar 1885 in Khartum) war ein britischer Major General und Generalgouverneur der ägyptischen Provinz Sudan.

## Jugend und Ausbildung
Charles Gordon war der vierte Sohn und das neunte Kind des Generalleutnants Henry William Gordon, Royal Artillery (1785/1786–1865) und dessen Frau Elizabeth (1794–1873), Tochter des Reeders Samuel Enderby (1756–1829). Er absolvierte die Royal Military Academy in Woolwich und trat im Juni 1852 den Royal Engineers bei.

## Krimkrieg und Opiumkrieg
Von 1855 bis 1856 kämpfte er im Krimkrieg und wurde verwundet. Nach Kriegsende arbeitete er zwei Jahre an der Feststellung der Grenze zwischen dem Russischen und dem Osmanischen Reich in Bessarabien.
1860 ging er nach China und nahm an der englisch-französischen Expedition im 2. Opiumkrieg teil. Im Oktober 1860 war er an der Erstürmung Pekings beteiligt. Nach dem Frieden (24. Oktober 1860) bereiste er einen großen Teil des Landes. 1862 wurde er zum Major befördert und folgte im April 1863 dem gefallenen General Ward als Oberbefehlshaber der „Immer Siegreichen Armee“ nach. Gordon trug als Kommandeur der Immer Siegreichen Armee 1863 bis 1864 maßgeblich zum Sieg über die Taiping-Rebellen bei. Vor der endgültigen Niederschlagung der Rebellion überwarf er sich mit seinem Vorgesetzten, Li Hongzhang. Grund dafür war die Ermordung der Taiping-Könige, nach der Einnahme von Suzhou, während eines Festes auf Lis Boot. Dies geschah ohne Rücksicht auf das Ehrenwort auf freies Geleit, das er ihnen gegeben hatte. Li Hongzhang bestritt, dazu Befehl gegeben zu haben. Doch Charles Gordon lehnte Belohnung und Ehrenzeichen ab und verließ China.
Ab 1865 lebte er als Pionierkommandant von Gravesend in England und kümmerte sich um die Armen. Er errichtete eine kleine Abendschule, in der er selbst lehrte. 1871 wurde Gordon britischer Bevollmächtigter für die Europäische Donaukommission in Galatz.

## Sudan
Gordon übernahm 1873 im Sudan, der ab 1821 unter die Herrschaft der osmanischen Khediven (Vizekönige) von Ägypten gekommen war, das Amt des Gouverneurs von Äquatoria. In den 70er Jahren des 19. Jahrhunderts wurden im ägyptischen Sudan mehrere Europäer eingesetzt, um die Verwaltung in den besetzten Gebieten zu organisieren und dem Sklavenhandel ein Ende zu setzen. Gordon hatte den Auftrag, die von Samuel Baker begonnenen Maßnahmen zur Niederwerfung der oberen Nilländer bis an die großen Äquatorialseen weiterzuführen. Er traf am 6. Februar 1874 in Kairo ein und reiste dann nach Gondokoro. Er fand die dortige Garnison in einem schlechten Zustand vor. Daraufhin reiste er nach Khartum und erreichte, dass Äquatoria einen Sonderstatus erhielt und er direkt dem Khediven unterstellt wurde. Gordon ließ eine Reihe befestigter Posten bis an die Äquatorialseen errichten, bekämpfte die Sklavenhändler und legte eine gute Basis für die dortige Herrschaft Ägyptens.
1877 wurde er Generalgouverneur des gesamten Sudan und zum Pascha ernannt. Gordon reiste in dieser Zeit häufig, zumeist ohne große Begleitung, durch das Land. Es entstand die Legende vom Kamelreiter, der immer und überall zur Stelle war. Gordon bekämpfte weiter die Sklaverei der Schwarzafrikaner. Im Juli 1879 trat er aus gesundheitlichen Gründen und wegen persönlicher Differenzen mit dem neuen Khediven Tawfiq und Sir Evelyn Baring zurück. Gordon empfand die Absetzung des Khediven Ismail durch die europäischen Mächte und den osmanischen Sultan als Affront. Seine letzte Handlung war eine Expedition, um den Negus von Abessinien zu treffen. Dieses Vorhaben scheiterte aber. Gordon wurde von den Abessiniern gefangen genommen und zurückgeschickt.
Ab Mai 1880 wurde Gordon Militärsekretär von Lord Ripon, dem Vizekönig von Indien. Nachdem Ripon sein Amt kurze Zeit später niedergelegt hatte, ging Gordon nach China, wo er als Berater der chinesischen Regierung in einem diplomatischen Streit mit Russland erfolgreich vermittelte.
Kaum nach England zurückgekehrt, ging er als Vertreter für einen verhinderten Kameraden als Pionierkommandant von April 1881 bis April 1882 nach Mauritius, besuchte die Seychellen und erhielt mit seiner Ernennung zum Generalmajor 1882 den Oberbefehl über die Kolonialtruppen der Kapkolonie. Bereits nach wenigen Monaten geriet er mit der dortigen Regierung in Streit und nahm seinen Abschied. Er kehrte im Oktober 1882 nach England zurück.
Anschließend lebte er einige Zeit in Palästina. Bei einem Aufenthalt in Jerusalem kam Gordon zu der Überzeugung, das wirkliche Grab Jesu gefunden zu haben. Es wird von den Anhängern seiner These bis heute gepflegt (siehe Gartengrab).

## Mahdi-Aufstand

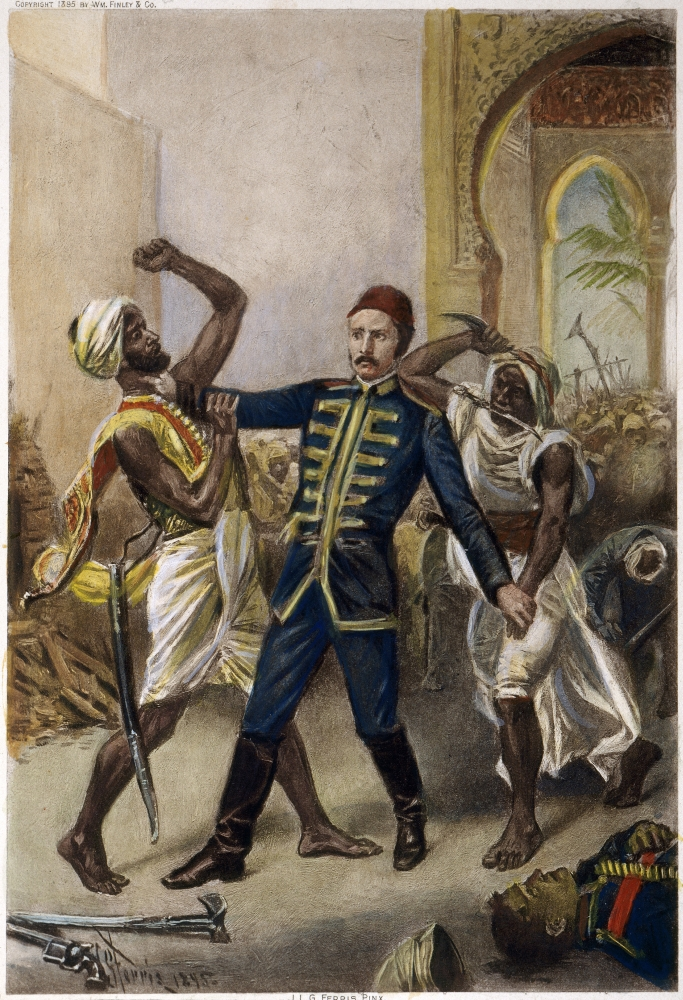
Der Tod von Gordon in Khartum von J.L.G. Ferris um 1895

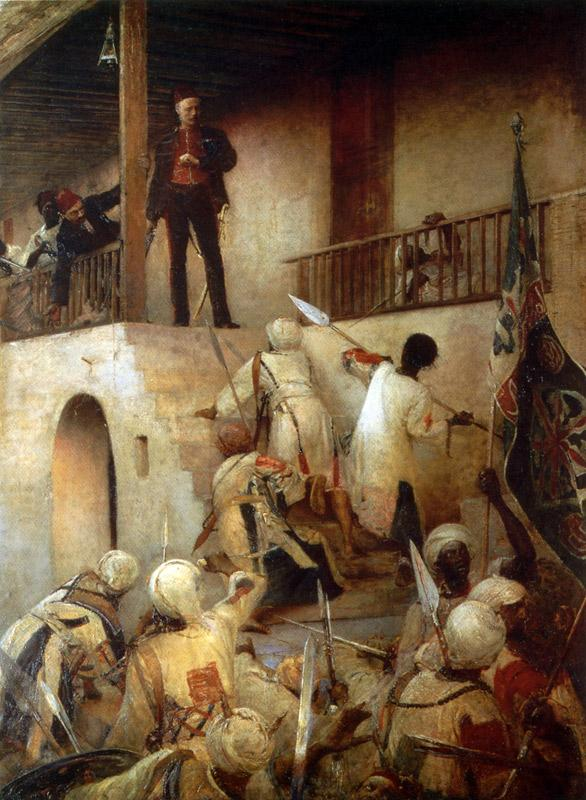
George W. Joy's General Gordon's Last Stand von 1893

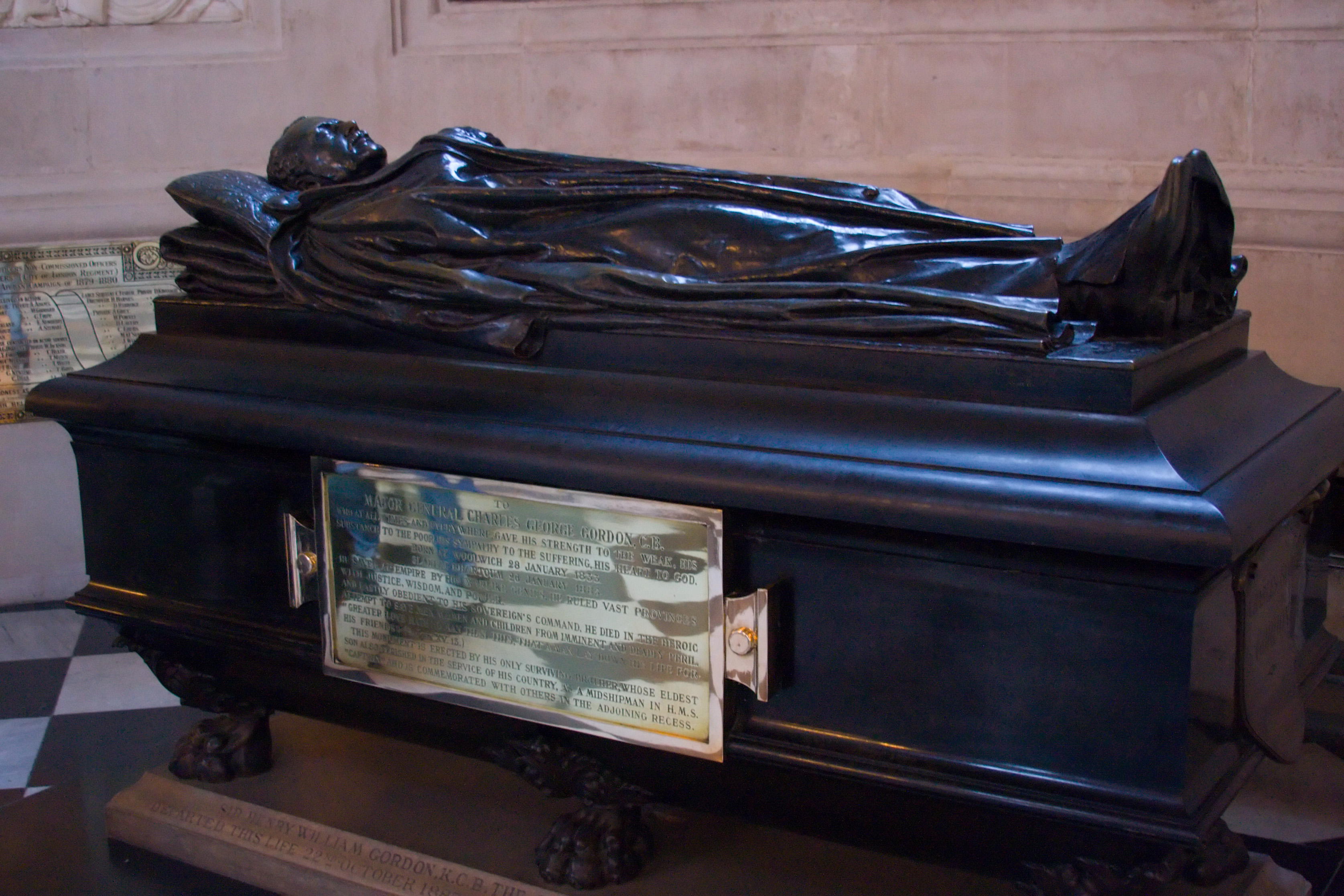
Das Kenotaph von Charles George Gordon in der Londoner St Paul’s Cathedral (2006)

Im Sudan hatte 1881 Muhammad Ahmad den Mahdi-Aufstand ausgelöst. Auf Grund der Probleme der ägyptischen Regierung bei der Bekämpfung dieses Aufstandes empfahl die britische Regierung unter Gladstone im Dezember 1883 Ägypten, den Sudan aufzugeben. Die Aufgabe des Landes war allerdings insofern schwierig, als tausende ägyptische Soldaten, Zivilangestellte und deren Angehörige aus dem Sudan in Sicherheit gebracht werden mussten. Die britische Regierung beauftragte deshalb Gordon Pascha, nach Khartum zu gehen, um von dort aus die Evakuierung zu organisieren. Gordon brach im Januar 1884 nach Kairo auf. Dort erhielt er weitere Anweisungen vom Generalkonsul von Ägypten, Evelyn Baring, und wurde zum Generalgouverneur mit exekutiven Vollmachten ernannt. Gordon plante zunächst, den einflussreichen ehemaligen Sklavenhändler al-Zubayr Rahma als seinen Nachfolger einzusetzen. Am 26. Januar 1884 trafen deshalb Gordon, Evelyn Baring, Evelyn Wood und Giegler Pascha mit al-Zubayr Rahma zusammen, um diesen zur Zusammenarbeit gegen den Mahdi-Aufstand aufzufordern und ihm die Position des Gouverneurs anzubieten. Die Einsetzung Zubayrs wurde aber von der Regierung in London abgelehnt, die keinen ehemaligen Sklavenhändler an der Spitze des Sudans sehen wollte. Gordon erreichte Khartum am 18. Februar 1884 und konnte ca. 2500 Frauen, Kinder, Kranke und Verwundete nach Ägypten in Sicherheit bringen, bevor die Mahdisten die Stadt am 18. März einschlossen und die zehnmonatige Belagerung von Khartum begannen.

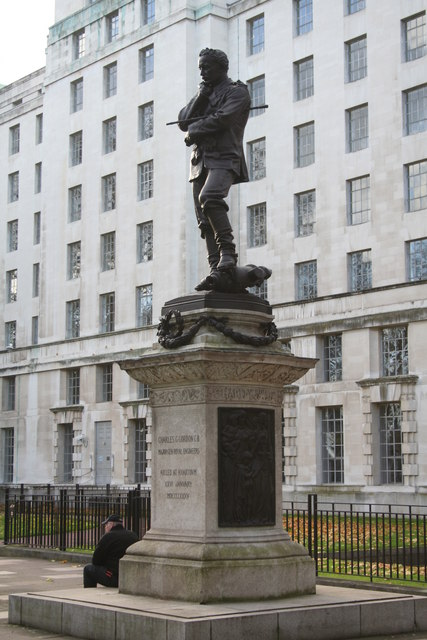
Statue auf dem Victoria Embankment, London

Der britische Premierminister Gladstone wollte Gordon dazu bewegen, heimzukehren, und sandte daher keine Entsatztruppen. Gordon antwortete: „I am in honour bound to the people“ (Ich bin den Menschen hier in Ehre verpflichtet). Der Premier gab schließlich nach und sandte Truppen unter Garnet Joseph Wolseley, die so genannte Gordon Relief Expedition. Obwohl die britische Regierung im August die Entsendung von Truppen befohlen hatte, waren diese nicht vor November abmarschbereit. Ende Dezember erreichten diese 7.000 Mann Korti. In Khartum waren inzwischen die Vorräte verbraucht und die Verteidiger erschöpft. Der Mahdi selbst hatte, von El Obeid kommend, die Führung der Belagerung übernommen. Vor dem Hintergrund des drohenden Entsatzes der Stadt durch britische Truppen wurde der Angriff auf den 26. Januar 1885 festgelegt. Am Morgen traten 50.000 Mahdisten zum Angriff an, gegen drei Uhr stürmten sie in die Stadt. Dabei wurde Gordon missverständlich von einem Mahdisten erschossen, vermutlich im Gouverneurspalast. Ursprünglich sollte Gordon gefangen genommen werden. Die Mahdisten stellten den Kopf Gordons als Trophäe in ihrem Feldlager aus. Zwei Tage später traf die Vorhut der britischen Truppen unter Oberst Wilson ein. Unter schwerem Artillerie- und Gewehrfeuer gelangten sie in Sichtweite des Gouverneurspalasts und mussten feststellen, dass jede Hilfe zu spät gekommen war. Nach dem Scheitern der Gordon Relief Expedition ließ Gladstone, trotz des Protestes Wolseleys, die britischen Truppen aus dem Sudan, bis auf das Gebiet Suakin, abziehen.
Die Öffentlichkeit und die Obrigkeit trauerten um ihren toten Volkshelden. Es wurden Gedenkmessen in der St Paul’s Cathedral und in anderen Kirchen gehalten. Ein Kenotaph befindet sich in der Krypta von St. Paul’s.

## Gordon und der Kalvarienberg
Nach seinem Besuch Palästinas 1882–1883 schlug Gordon eine andere Stelle für Golgota, den Ort der Kreuzigung Christi, vor. Nördlich der vormals angenommenen Stelle, der Grabeskirche, ist dieser Ort heute als Gartengrab bekannt, manchmal auch „Gordon’s Calvary“ genannt, und wird auch heute noch von einigen Christen als der Kalvarienberg angesehen. Gordons Interesse daran lag in seinen religiösen Überzeugungen begründet, da er in der Mitte seines Lebens evangelikaler Christ geworden war.

## Übersicht militärische Laufbahn in der British Army
- 23. Juni 1852: Second Lieutenant
- 17. Februar 1854: Lieutenant
- 1. April 1859: Captain
- 30. Dezember 1862: Major
- 16. Februar 1864: Lieut.-Colonel
- 16. Februar 1872: Colonel
- 24. März 1882: Major-General[9]

## Schriften (Auswahl)
- Provinces of the Equator. Summary of Letters and Reports of his Exellency the Governor-General. Teil 1: 1874 (= Publications of the Egyptian General Staff.). Cairo Office of the General Staff, Kairo 1877.
- Reflections in Palestine. 1883. Macmillan and Co., London 1884, (Digitalisat).
- General Gordon's Letters from the Crimea, the Danube and Armenia, August 16, 1884 to November 17, 1858. Edited by Demetrius C. Boulger. Chapman and Hall, London 1884, (Digitalisat).
- General Gordon's Private Diary of his Exploits in China. Amplified by Samuel Mossmann. Sampson, Low, Marston, Searle & Rivington, London 1885, (Digitalisat).
- The Journals of Major-Gen. C. G. Gordon, C.B., at Kartoum. Printed from the original mss. Introduction and Notes by A. Egmont Hake. Kegan Paul, Trench & Co, London 1885, (Digitalisat).
- Events in the Taeping Rebellion. Being Reprints of mss. Copied by Gordon, C.B. in his own Handwriting. With Monograph, Introduction, and Notes by A. Egmont Hake. Allen and Co., London 1891, (Digitalisat).
- Briefe und Tagebuchblätter des Generals Charles Gordon of Khartum. Sebastopol – An der Donau – In Armenien und am Kaukasus – Gegen die Taipings – Gravesend – Sudan – Palästina – Khartum (= Bibliothek wertvoller Memoiren. 8, ZDB-ID 989815-3). Ausgewählt und übersetzt von Max Goos. Gutenberg-Verlag, Hamburg 1908, (In deutscher Sprache; Digitalisat).

## Film und Fernsehen
- 1966: im britischen Film Khartoum wird Gordon durch Charlton Heston dargestellt.
- Gordon of Khartoum. GB 1982, Dokumentation, 75 min., Buch und Regie: Robert Hardy, Produktion: Malcom Brown.